# Balkáni babérmeggy
A balkáni babérmeggy, örökzöld babérmeggy vagy közönséges babérmeggy (Prunus laurocerasus) a Prunus nemzetség cseresznye (P. subg. Cerasus) alnemzetségébe és ezen belül is a babérmeggy (P. sect. Laurocerasus) fajcsoportba tartozó növényfaj. A kisebb levelű, alacsonyabb termetű változatok hazája a Balkán-félsziget, a magasabb és nagyobb levelű változatoké pedig Kis-Ázsia és a Kaukázus. Déli típusai nagy termetűek és nagy levelűek, míg északi áreahatár felé (a Balkánon) termete és levele egyre kisebb lesz, és a növény az erdők árnyékába húzódik.

## Tulajdonságai
Örökzöld cserje vagy kisebb fa. Nevének „babér-” előtagját azért kapta, mert fényes felületű, bőrszerű levelei a babéréhoz (Lauris nobilis) hasonlítanak. Kicsi fehér virágai tavasszal felálló fürtökben nyílnak. Termése fényes feketésbordó húsos csontár 1 maggal.
A növény minden része ciánsavat tartalmaz, erősen mérgező.

## Életmódja, élőhelye
A sok szerves anyagot tartalmazó talajt kedveli, félárnyékos, széltől védett fekvést igényel. A tűző nap árt neki, és csak mérsékelten fagytűrő; általánosságban elmondható, hogy a nagyobb termetű fajták érzékenyebbek, a kisebbek szívósabbak.

## Felhasználása
Díszfának vagy (a kisebb, gazdagon bokrosodó változatokat) sövénynek ültetik, főleg szubtrópusi éghajlaton és a mérsékelt égövben — a fagyot jobban tűrő változatokat annak hideg részén is. A fajok alapformáit többnyire magvetéssel szaporítják, a kertészeti változatokat pedig hajtásdugványról.
Több magyar, pl. Józsa Miklós által szelektált fajtája télálló. Néhány ezek közül:
- 'Ani' — alacsonyabb sövényként alkalmazható
- 'Gabi' — szoliternek, edényes növénynek alkalmas, fagytűrő
- 'Hagar' — sövénynek, fal és kerítés takarására használható.

Régebbi ismertebb fajták:
- 'Otto Luyken' — 1-1,5 m magas, széles, lassú növekedésű, sokat virágzó, Németországból való kiválóan télálló cserje. Szoliternek, nyírott sövénynek ajánlható.
- 'Zabeliana' (syn. P. l. f. zabeliana) — 1-1,5 m magas szétterülő cserje. Talajtakarónak telepíthető, kiválóan télálló fajta.
- 'Mount Vernon' — 30–40 cm magas, elterülő habitusú, lassú növekedésű fajta. Sziklakertbe, temetőbe talajtakarónak alkalmas.
- 'Magnoliifolia' — Angliából való fajta. Magyarországon edényes növénynek való, fagymentes helyen kell teleltetni. A legnagyobb levelű, a leggyorsabb növekedésű és legnagyobbra növő (3-5 méter) fajta, de egyben a legigényesebb és legfagyérzékenyebb.
- 'Zabeliana' — 1-1,5 méter magas, szétterülő növésű. Jó fagytűrő. Levelei hosszúak, keskenyek. Csaknem vízszintes ágú cserje.
- 'Baumgartner' — 2,5 méter magas, széles bokor, levelei szélesek, viszonylag nagyok, és jó télállóak, porcelánszerűen fénylők és merevek.[1]

## Szaporítása
A Laurocerasus alnemzettség szaporítása nyár végén vagy ősszel félfás dugványozással, vagy ha magot hoz, magvetéssel történhet.